# Antônio de Guadalupe
Dom Frei Antônio de Guadalupe, O.F.M. (Amarante, Portugal, 27 de setembro de 1672 — Lisboa, 31 de agosto de 1740) foi sacerdote franciscano, bispo do Rio de Janeiro de 1725 a 1740 e bispo de Viseu em 1740.
Doutorou-se em direito canónico na Universidade de Coimbra e foi juiz em Trancoso, Portugal. Confirmado por bula do Papa Bento XIII de 21 de fevereiro de 1725, foi sagrado na Sé de Lisboa pelo Patriarca D. Tomás de Almeida em 13 de maio seguinte.

## Biografia
Chegou ao Rio de Janeiro em 2 de agosto do mesmo ano, e por seu procurador o Deão da Sé, Gaspar Gonçalves de Araújo, tomou posse no mesmo dia no Bispado; e dois dias depois, em 4 de agosto de 1725, fez sua entrada solene na Catedral do Rio de Janeiro.
É de sua autoria um documento de 1732 solicitando pequenas reformas na Igrejinha de Copacabana. Essa solicitação é o primeiro documento que determina a existência da igrejinha (já demolida) que batizou o bairro de Copacabana, no Rio de Janeiro.
Foi o fundador do Seminário São José e dos Órfãos de São Pedro. Fundou também o Arraial da Igreja Nova de Nossa Senhora da Piedade que deu origem mais tarde à Vila e cidade de Barbacena, na capitania das Minas Gerais, no Brasil.
Transferido para a Diocese de Viseu, em Portugal, por nomeação régia de 12 de fevereiro de 1740, partiu do Rio de Janeiro em 25 de maio seguinte; contudo, a sua morte, em agosto do mesmo ano, impediu-o de tomar posse do novo cargo.